# پارانا (ایالت)
پارانا (به پرتغالی: Paraná) یکی از ایالت‌های برزیل است که در جنوب این کشور قرار دارد.
این ایالت از شمال با ایالت سائوپائولو، از جنوب با ایالت سانتا کاتارینا و آرژانتین، از غرب با ماتوگروسو جنوبی و پاراگوئه همسایه است.
در مرز این ایالت با آرژانتین، پارک ملی ایگوئاچو وجود دارد که در فهرست میراث جهانی یونسکو قرار دارد.

## نگارخانه

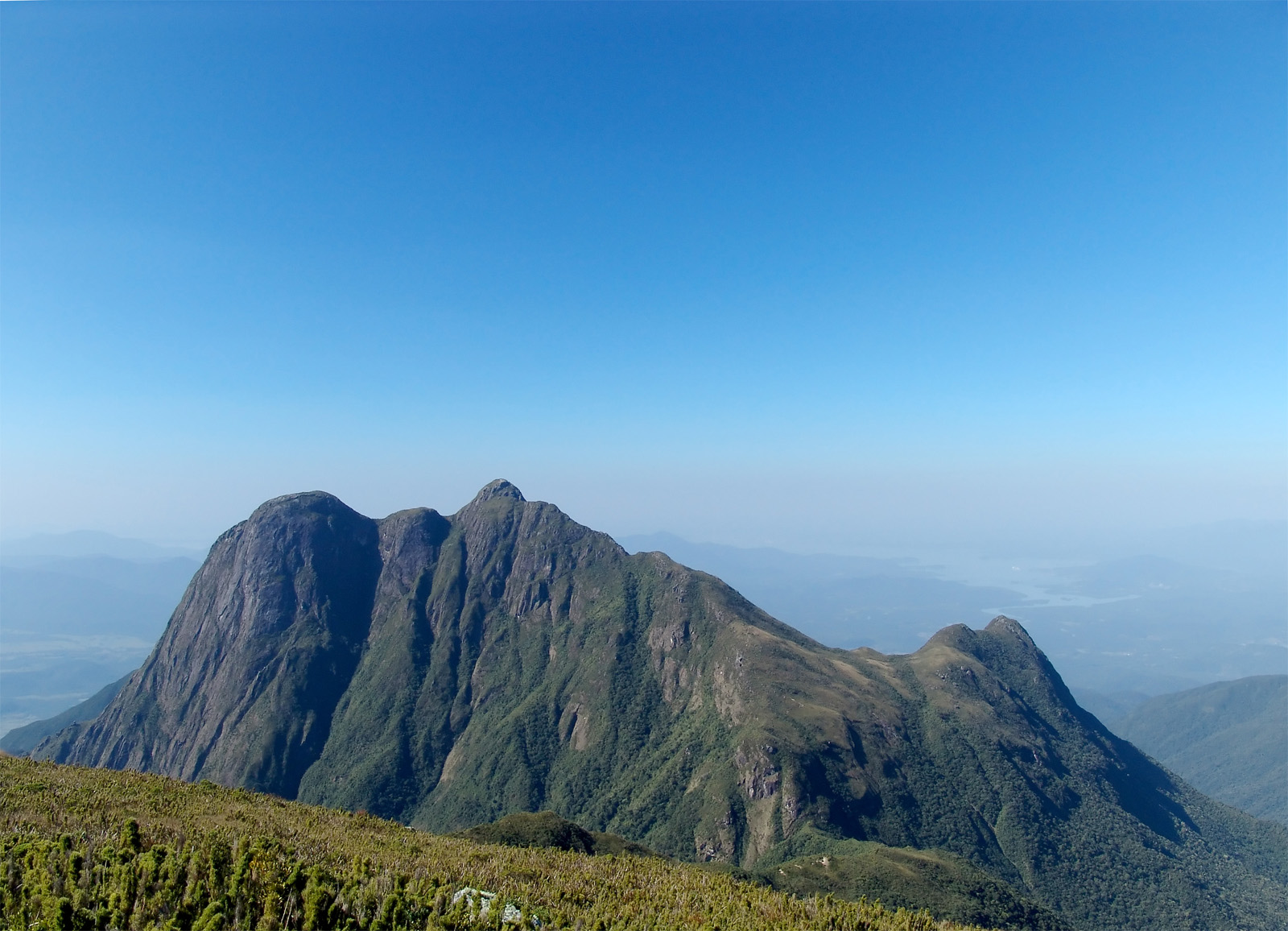
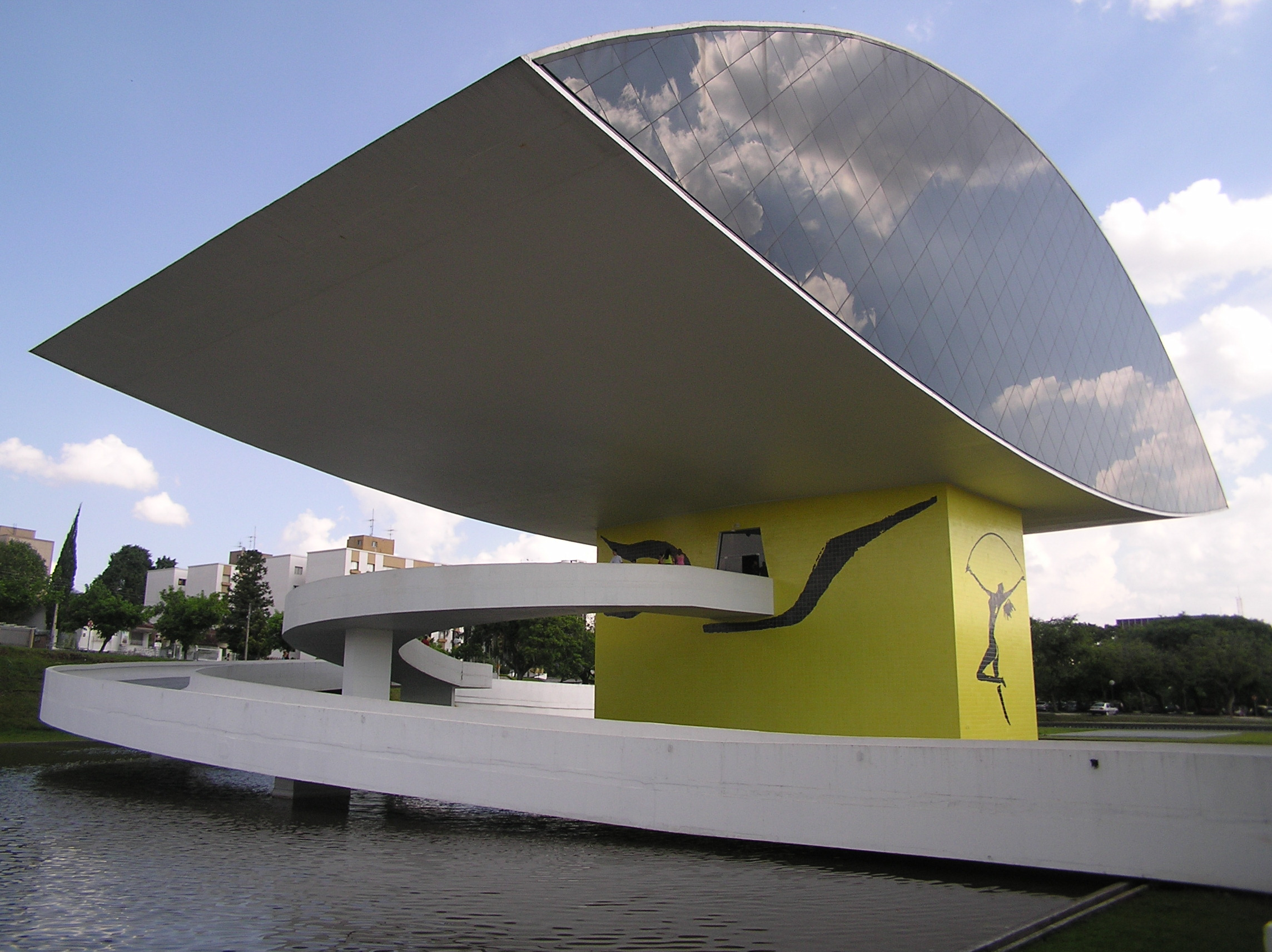
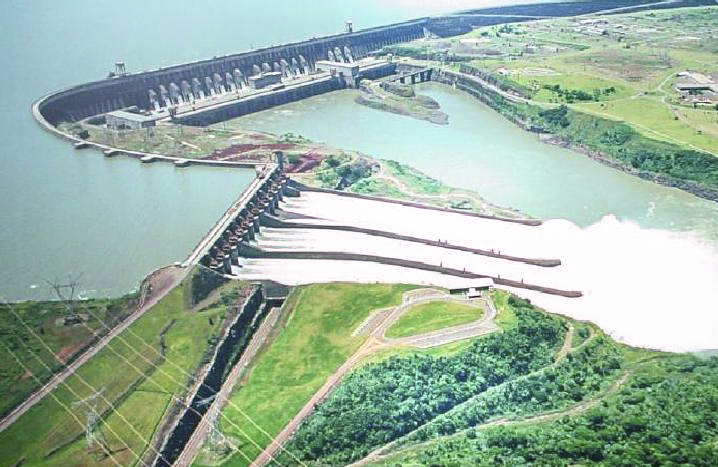
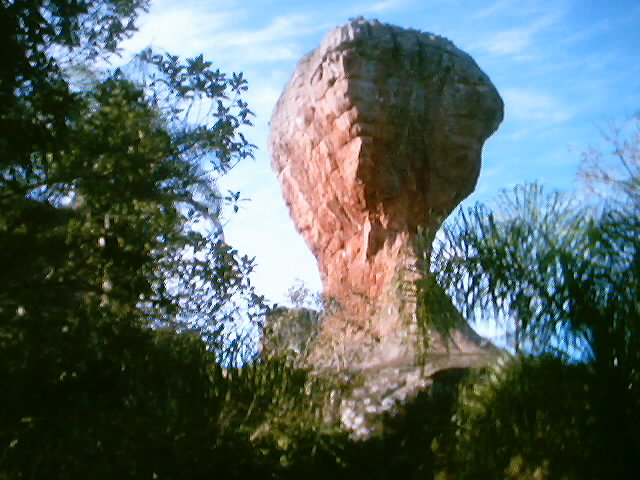
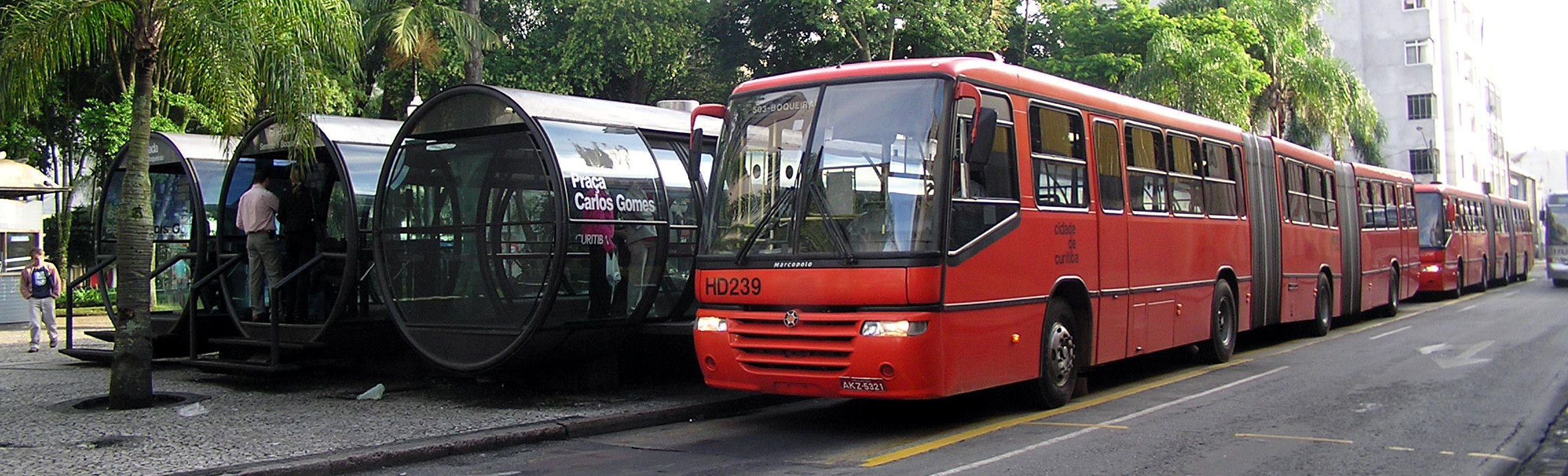
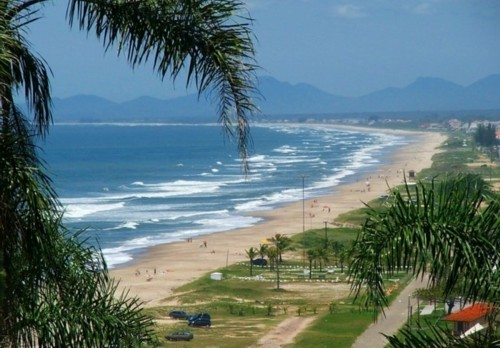